# 弗雷德·邁拉麥德
弗雷德·邁拉麥德（英語：Fred Melamed，1956年5月13日—），美國男演員、編劇和喜劇演員。知名作品如電影《正經好人》（2009年）、《某個世界》（2013年）和電視劇《爆爆奇女子》（2016年至2017年），且時常出演伍迪·艾倫的作品。邁拉麥德於2021年出演漫威電影宇宙迷你網路劇《汪達幻視》中的陶德·戴維斯（Todd Davis）。

## 個人生活
2013年，邁拉麥德與他的妻子萊絲莉·斯皮勒（Leslee Spieler）和雙胞胎兒子搬到洛杉磯。夫妻倆的兩個孩子都出生時患有自閉症，邁拉麥德和妻子一直致力參與為患有自閉症譜系障礙者及其家人提供生計的倡導。他和妻子於2021年分居。

## 外部連結
- 弗雷德·邁拉麥德在互联网电影资料库（IMDb）上的資料（英文）